# درست پریولا
درست پریولا (انگلیسی: Giusto Priola؛ زادهٔ ۲۶ مهٔ ۱۹۹۰) بازیکن فوتبال است.